# Zero (singel Yeah Yeah Yeahs)
Zero – pierwszy singel z albumu It’s Blitz! zespołu Yeah Yeah Yeahs, wydany 24 lutego 2009. Został uznany najlepszym utworem 2009 według NME i Spin.

## Lista utworów
1. „Zero”
2. „Zero” (MSTRKRFT Remix)

## Listy przebojów
| Listy przebojów (2009)         | Pozycja |
| ------------------------------ | ------- |
| Australian ARIA Singles Chart  | 88      |
| US Billboard Alternative Songs | 18      |
| US Billboard Rock Songs        | 37      |
| UK Singles Chart               | 49      |